# Orlando Balaș
Orlando Balaș (n. 1971, Oradea, România) este un scriitor român.

## Biografie
A studiat între 1990 și 1995 la Facultatea de Litere a Universității „Babeș-Bolyai” din Cluj-Napoca și a fost membru al redacției revistei „Echinox”. A urmat un masterat în studii germane și un doctorat în literatură universală. Este membru al Societății Germaniștilor din România și al Academiei Civice.

## Volume
- Borderline, versuri, Cluj, Editura Echinox, 1995
- Reprezentări ale feminității în eposul germanic medieval, Cluj, Editura Echinox, 2007, volum în care se prezintă literatura medievală islandeză (Edda și saga) și germană (Minnesang, romanul cavaleresc și eposul eroic, respectiv Cântecul Nibelungilor)
- Limba germană. Simplu și eficient, Iași, Editura Polirom, 2004, Ediția a XVI-a, revăzută și adăugită, 2021[2]
- Limba germană. Exerciții de gramatică și vocabular, Iași, Editura Polirom, 2005, Ediția a XIV-a, revăzută și adăugită, 2020[3]
- Tanuljunk németül! Nyelvtani és szókincsfejlesztő, Iași, Editura Polirom, 2008 (Versiunea în limba maghiară a cărții Limba germană. Exerciții de gramatică și vocabular)[4]
- Ecologie și religie, Oradea, Editura Primus, 2011
- Terra 2.0, versuri, Timișoara, Editura Brumar, 2021[5]
- Incomod, teatru, Timișoara, Editura Brumar 2021[6]